# 乃美景継
乃美 景継（のみ かげつぐ）は、戦国時代から江戸時代初期にかけての武将。小早川氏、毛利氏の家臣で長州藩士。父は小早川隆景の重臣である乃美宗勝。

## 生涯
永禄5年（1562年）、小早川隆景の重臣である乃美宗勝の次男として生まれる。
天正10年（1582年）3月3日、父・宗勝と兄・盛勝に対して織田方の蜂須賀正勝と黒田孝高が書状を送り調略を行っているが、宗勝は応じなかった。一方で、盛勝は別途さらに調略を受けており、これ以降盛勝の動向が不明となっていることから、織田方からの調略に盛勝が揺れたことに気付いた宗勝によって廃嫡された可能性が指摘されている。これ以降、盛勝に代わって景継が宗勝の後継者となった。
天正11年（1583年）9月、吉川経言（後の吉川広家）が羽柴秀吉への人質として上洛する際の接待において、弟の乃美新三郎（後の磯兼景綱）と共に携わっている。
天正20年（1592年）9月23日、文禄の役において病を得た父・宗勝が死去し、家督を継ぐ。
慶長2年（1597年）6月12日に小早川隆景が死去すると、景継は毛利輝元に仕えることを希望し、輝元の承諾を受けた景継は同年7月8日に血判起請文を堅田元慶に送り、二心無く力を尽くして忠節を遂げる所存であること、万一隠密の儀を聞かされても一切他言しないこと、多数いる兄弟や他の者について何か申す者がいれば糾明を遂げて頂きたいこと等を誓っている。
慶長5年（1600年）の関ヶ原の戦いでは村上景広と共に毛利氏の水軍を率いて東海方面に出陣し、9月9日早朝には九鬼嘉隆と協力して尾張国知多郡大野方面に出陣して東軍の背後を衝いて大勝する。さらに翌日の9月10日には知多郡の野間・内海方面でも大勝し、知多半島西岸の六浦を制圧して引き揚げた。この2日間の戦いで景継と村上景広らは多数の首級を挙げており、2人が9月12日に輝元に提出した首注文によると、景継の配下が獲た首級が130、村上景広の配下が獲た首級は117となっている。
慶長12年（1607年）1月26日、江戸時代に入ってから初めての朝鮮通信使が来日するため、宿などの事を言い含めた柳澤景祐を派遣するので相談して然るべき馳走をすることを毛利輝元から命じられる。
慶長18年（1613年）9月14日に死去。享年52。実子はおらず、弟・磯兼景綱の子で景継の養子となった浦元種が後を継いだ。